# Charlotta Sörenstam
Petra Charlotta Sörenstam, född 16 april 1973 i Järfälla församling, är en svensk golfspelare.
Hon blev professionell 1995. Hon är yngre syster till Annika Sörenstam och har deltagit i Solheim Cup en gång (1998).

## Meriter

### LPGA-segrar
- 2000 Standard Register Ping[3]